# Kabaret Szum

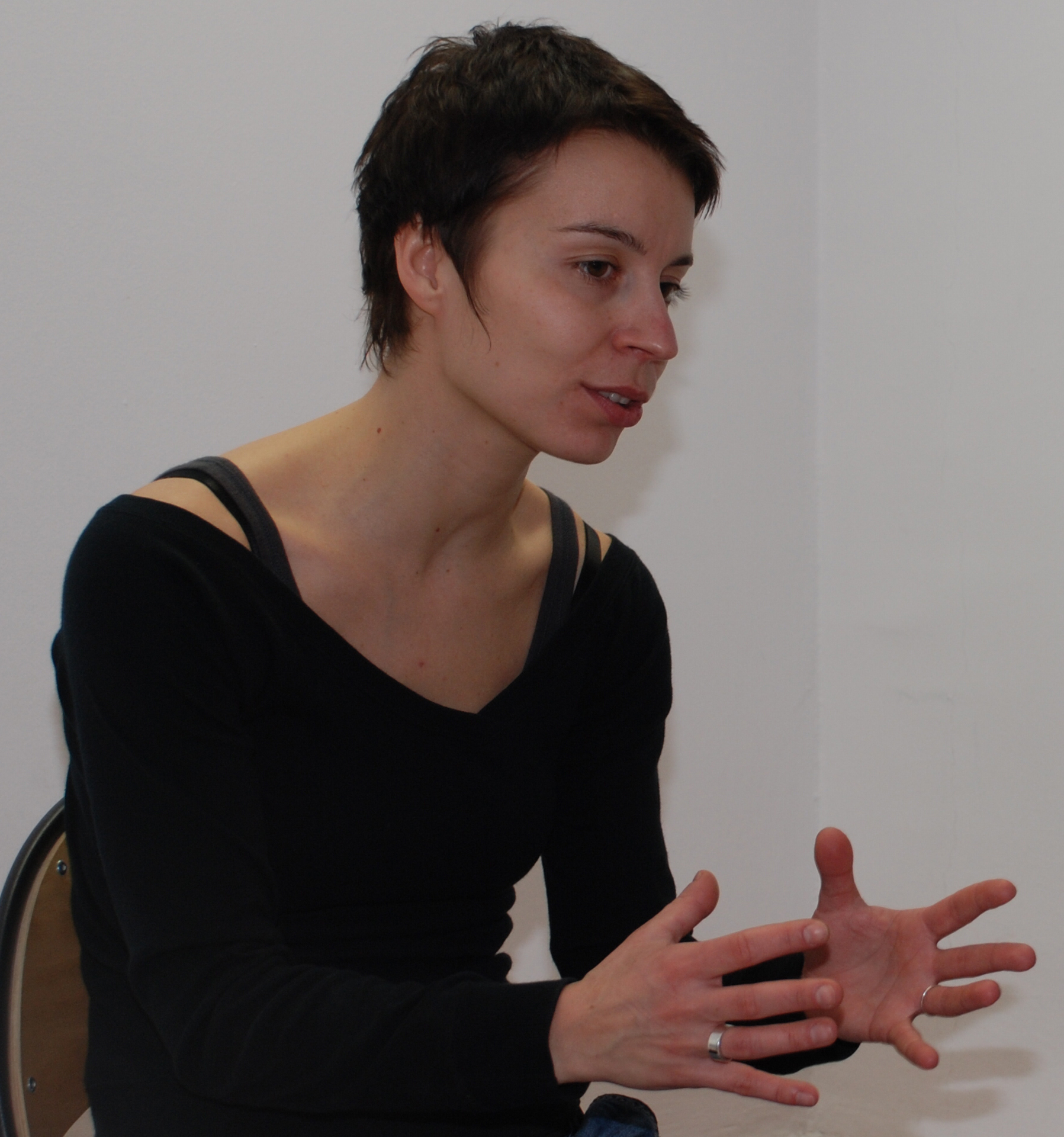
Magda Mleczak (2007)

Kabaret Szum – jedna z kabaretowych grup Zielonogórskiego Zagłębia Kabaretowego. Jej rysem charakterystycznym było to, że przez cały okres działalności składał się wyłącznie z kobiet.

## Historia
Kabaret powstał w 1997 roku w czasie warsztatów kabaretowych w klubie Gęba, zorganizowanych przez Władysława Sikorę, jako „Quasi Męski Kabaret Szum”. Sikora był pierwszym liderem kabaretu oraz autorem pierwszego programu, z którym grupa pojawiła się na krakowskiej PaCE. Po tym występie Sikora przestał kierować zespołem, a grupa się rozpadła, by po kilku miesiącach odrodzić się pod nazwą „Kabaret Szum”.
Pierwszy skład stanowiły: Aneta Bryś, Justyna Kunke, Marta Listwan, Anna Osińska i Małgorzata Szapował. W drugim (po reaktywacji) doszły do nich Magda Mleczak i Ewa Szapował. Następną zmianą było odejście Ewy i wejście do zespołu Agnieszki Litwin, znanej z kabaretu Jurki – początkowo w charakterze opiekunki kabaretu, a potem także jego aktorki. Kolejno z Szumu odeszły Justyna Kunke i Marta Listwan, a w 2005 Aneta Bryś. W tym samym roku do kabaretu dołączyła Dorota Halama. Odeszła ze względów osobistych w 2006.
W lipcu 2006 kabaret zakończył działalność.

## Skład
Grupę w roku 2006 stanowiły:
- Anna „Siara” Osińska
- Małgorzata „Goha” Szapował[4]
- Magda „Wronka” Mleczak

## Nagrody i wyróżnienia
- 2006 – II nagroda dla Magdy Mleczak podczas III Ogólnopolskiego Festiwalu Piosenki Kabaretowej w Poznaniu,
- 2006 – wyróżnienie dla Małgorzaty Szapował podczas III Ogólnopolskiego Festiwalu Piosenki Kabaretowej w Poznaniu,
- 2003 – Świr Roku – nagroda specjalna[5]
- 2003 – DeBeŚciaK – III nagroda,
- 2000 – Mulatka – I nagroda,
- 2000 – PaKA – II nagroda[6],
- 1999 – Kataryniarze (Gdańsk) – „Katarynka” w kategorii: debiut roku
- 1999 – Kataryniarze (Gdańsk) – nominacja w kategorii: kabaretowa rewelacja roku
- 1999 – II Ogólnopolski Festiwal Teatrów i Kabaretów Studenckich „Wyjście z cienia – krok trzeci” (Gdańsk) – nagroda za kreację aktorską w monologu,
- 1999 – II Ogólnopolski Festiwal Teatrów i Kabaretów Studenckich „Wyjście z cienia – krok trzeci” (Gdańsk) – wyróżnienie
- 1999 – MÓL-LATKA (Gołdap) – III nagroda,
- 1999 – Mulatka – I nagroda,
- 1999 – Mulatka – nagroda dziennikarzy,
- 1999 – PaKA – II nagroda[6]
- 1999 – PaKA – nagroda specjalna dla zespołu – obiad z prezydentem miasta Warszawy,
- 1999 – PaKA – nagroda indywidualna dla Marty Listwan – Przełamanie pierwszych lodów – obiad z panem Markiem Kamińskim,
- 1998 – Ogólnopolski Festiwal Teatrów i Kabaretów Studenckich „Wyjście z cienia – krok drugi” (Gdańsk) – wyróżnienie,
- 1998 – Festiwal Piosenki Debilnej (Wrocław) – wyróżnienie,